# Sonate pour piano no 7 de Mozart
Pour les articles homonymes, voir Sonate pour piano (homonymie).
La Sonate pour piano no 7 en do majeur KV 309/284b de Wolfgang Amadeus Mozart est une sonate pour piano qui a été composée lors d'un voyage à Mannheim et à Paris en 1777-78. La sonate a été terminée au début de novembre 1777. Le mouvement Andante est un « portrait » de son élève Rose Cannabich, la fille âgée de 13 ans du Kapellmeister de l'école de Mannheim, Christian Cannabich dont Mozart a dit dans une lettre du 9 juillet 1778 qu'il était le meilleur chef d'orchestre qu'il ait jamais connu.
L'autographe a disparu. La sonate a été publiée à Paris par Franz Joseph Heina vers 1781 avec les sonates KV 310 et KV 311.

## Analyse
Elle comporte trois mouvements:
1. Allegro con spirito, en do majeur, à , 155 mesures, deux sections répétées deux fois (première section:mesures 1 à 58 et seconde section:mesures 59 à 155)
2. Andante un poco adagio, en fa majeur, à 
, 79 mesures
3. Rondeau (allegretto grazioso), en do majeur, à 
, 252 mesures

- Durée de l'interprétation: environ 16 minutes

Introduction de l'Allegro con spirito :
Introduction de l'Andante un poco adagio :
Introduction du Rondeau (allegretto grazioso) :